# James Gandon

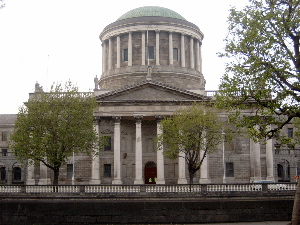
The Four Courts di James Gandon

James Gandon (Londra, 20 febbraio 1743 – Lucan, 24 dicembre 1823) è stato un architetto irlandese, ad oggi riconosciuto come uno dei principali architetti operanti in Irlanda tra la fine XVIII secolo e l'inizio del XIX. Tra i suoi lavori più famosi si ricordano la Custom House, le Four Courts e la King's Inns a Dublino, oltre alla Emo Court nella Contea di Laois.

## Gli inizi
Gandon nacque nel 1743 a Londra, discendente di francesi ugonotti. Dal 1749 fu educato alla Shipley's Drawing Academy dove studiò i classici, matematica, arte e architettura. Lasciata la scuola di disegno, iniziò a studiare architettura nello studio di William Chambers. Chambers era un propugnatore dell'evoluzione in senso neoclassico dell'architettura Palladiana, sebbene egli stesso elaborò invece progetti molto più vicini al Gothic Revival. Ad ogni modo, furono le concezioni palladiane e neoclassiche di Chambers quelle che maggiormente influenzarono il giovane Gandon.
Nel 1765, Gandon lasciò lo studio di WIlliam Chambers per iniziare l'attività in proprio. La sua prima commissione riguardò la proprietà di Sir Samuel Hillier a Wolverhampton. Il nuovo studio di Gandon, sebbene riscosse un certo successo, rimase comunque piccolo. Verso il 1769 decise di partecipare a un concorso architettonico per progettare il nuovo Royal Exchange, ora noto come la City Hall di Dublino. Il progetto scelto fu quello di Thomas Cooley, ma comunque Gandon ottenne un onorevole secondo posto, che lo portò all'attenzione dei politici che stavano proprio in quegli anni sovrintendendo al ridisegno su larga scala di Dublino, una delle più vaste città europee dell'epoca.
Durante gli anni seguenti, in Inghilterra, Gandon venne incaricato della progettazione della County Hall di Nottingham. Tra il 1769 e il 1771 collaborò con John Woolfe su due volumi aggiuntivi al Vitruvius Britannicus di Colen Campbell, un libro di progetti e disegni di opere del revival Palladiano inglese. Durante il suo periodo inglese, Gandon venne premiato con la medaglia d'oro per l'architettura dalla Royal Academy of Arts di Londra, nel 1768.

## Il progetto per la Custom House (Dogana di Dublino)

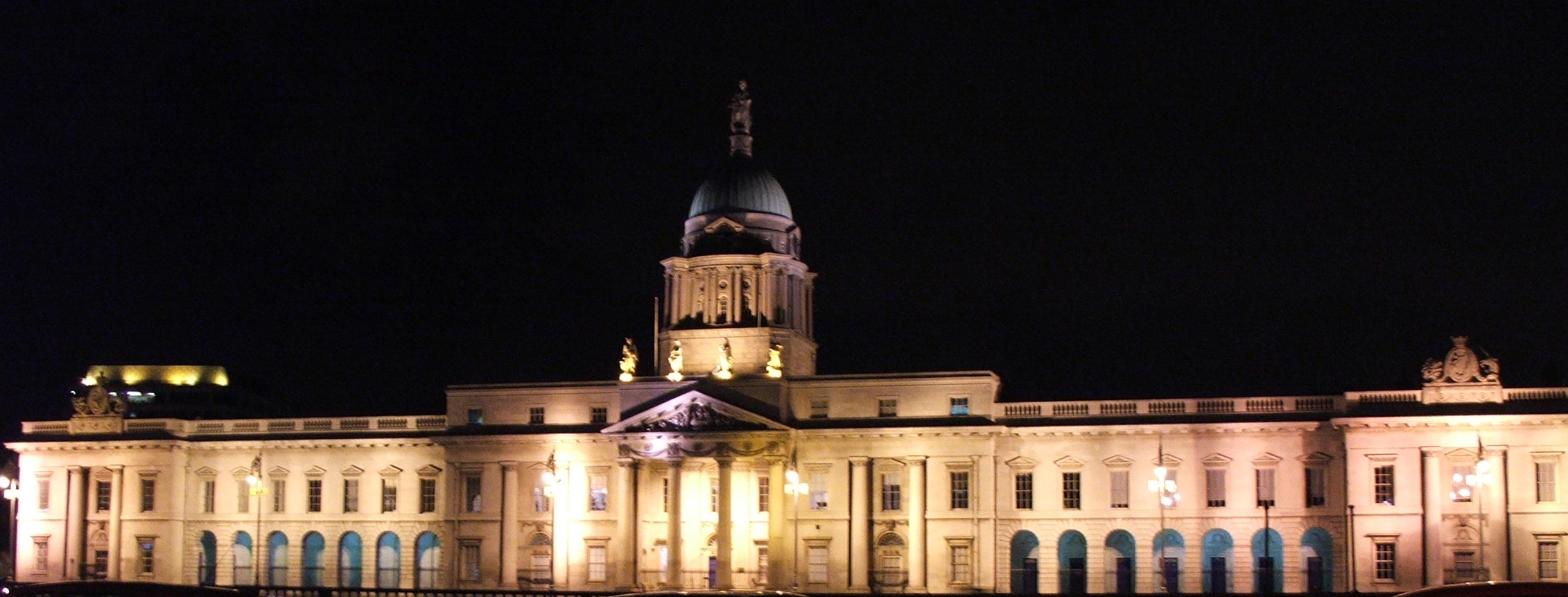
La facciata meridionale della Custom House in notturna

Nel 1780 Gandon declinò l'invito da parte di un membro della famiglia Romanov a lavorare a San Pietroburgo, mentre l'anno seguente, all'età di 38 anni, decise di accettare l'invito di Lord Carlow e John Beresford (Commissario delle Entrate per l'Irlanda) a trasferirsi a Dublino per supervisionare la costruzione della nuova Dogana di Dublino. Thomas Cooley, il progettista originario, era morto nel frattempo e Gandon fu scelto per assumere il completo controllo del cantiere. Si narra che la gente irlandese fosse così contraria alla costruzione della Custom House - e delle tasse ad essa associate - che Beresford fu costretto a far giungere di nascosto Gandon e lo dovette tenere nascosto nella propria casa per almeno i primi tre mesi. Il progetto fu infine completato per la cifra di £200,000, un esborso enorme per l'epoca.
Questa cospicua commissione si dimostrò il punto di svolta nella carriera dell'architetto: Dublino divenne la nuova casa di Gandon, e l'architettura della città la sua nuova "raison d'etre" per il resto della sua vita. Dublino - che nel periodo in cui visse Gandon sarebbe cresciuta fino a divenire la quinta più vasta città d'Europa - fu soggetta a una vastissima espansione, seguendo principalmente i dettami neoclassici e palladiani già resi popolari dall'opera di Edward Lovett Pearce e Richard Cassels.

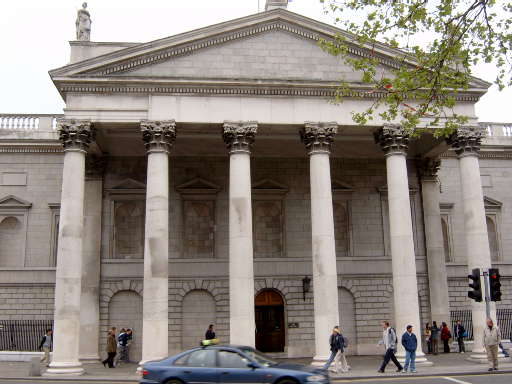
L'ingresso della 'Camera dei Lord', parte dell'ampliamento curato da Gandon all'originale Irish Houses of Parliament di Edward Lovett Pearce.

La nuova Dogana fu inoltre impopolare per alcuni consiglieri della città poiché spostò l'asse della città. La Wide Streets Commission, di recente istituzione, ingaggiò Gandon per disegnare una nuova enclave aristocratica nelle vicinanze di Mountjoy Square e Gardiner Street. Le nuove classiche schiere di ampie residenze divennero così le Town houses dei membri del nuovo Parlamento situato in College Green. Gandon progettò inoltre il Carlisle Bridge (ora O'Connell Bridge), sul fiume Liffey per congiungere le porzioni nord e sud della città.

## Altre opere irlandesi
In città Gandon progettò molto, tra cui si ricordano: The Four Courts, il King's Inns, cominciato nel 1795 e portato a termine nel 1816 dal suo allievo Henry Aaron Baker, le stanze della Rotunda Assembly, e molti altri edifici in College Green e a Trinity College. Una delle sue prestigiose commesse, giunta nel 1785, riguardò l'ampliamento della monumentale Houses of Parliament di Pearce. Progettò inoltre l'oggi ben noto curvo schermo murario che collega la sua estensione all'edificio originario. L'edificio è attualmente noto come Bank of Ireland. La sua opera in Irlanda non fu comunque circoscritta alla sola Dublino, e non solo a commesse civiche e municipali. Nel 1784 disegnò la nuova Courthouse di Waterford e lavorò inoltre su molte residenze private, tra cui quella di Abbeville a Dublino, progettata per John Beresford nel 1792.

## Critica e declino
Il successo delle opere e delle commesse di Gandon non riguardò invece la popolarità personale: fu oggetto di aspre critiche da parte dei suoi rivali. Tanto fu odiata la tassazione simboleggiata dalla Custom House che la stigmatizzazione dell'esserne il creatore avrebbe impedito ogni apprezzamento per le sue opere per il corso della sua vita. Si disse addirittura che Gandon costruisse edifici per incrementare la propria autostima. Durante gli anni ottanta del Settecento, durante la costruzione delle Four Courts, un opuscolo pubblicava giornalmente lettere da un corrispondente che insultavano e svilivano quotidianamente Gandon e la sua opera: ciò nutrì ulteriormente l'odio contro di lui. In realtà, Gandon aveva semplicemente riscoperto ciò in cui avevano già creduto numerosi architetti, da Vitruvio a Thomas Jefferson: la forma palladiana era per lui la più calzante per il disegno di edifici pubblici laddove più era richiesta l'espressione del prestigio civico.
Quando nel 1798 la Rivolta scoppiò nelle strade Irlandesi, Gandon - figura altamente impopolare - riparò frettolosamente a Londra. Al suo ritorno a Dublino trovò una città profondamente cambiata: il Parlamento, che aveva ispirato un periodo di grande sviluppo, venne chiuso; l'Atto di Unione aveva posto dal 1º gennaio 1801 l'Irlanda sotto diretto controllo di Londra. Una dopo l'altra le famiglie dell'aristocrazia anglo-irlandese avevano lasciato le loro nuove case urbane. Come diretta conseguenza, Dublino declinò rapidamente dal ruolo di città europea di primo piano.
Gandon si era sposato nel 1770 con Eleanor Smuller, che morì poco dopo il trasferimento a Dublino. La coppia aveva all'epoca già sei figli. James Gandon morì nel 1823 nella sua casa di Lucan, Contea di Dublino, dopo aver trascorso quarantadue anni in Irlanda. Venne seppellito a Drumcondra. Pare che già all'epoca della morte la sua reputazione fosse stata oggetto di riabilitazione, tanto che sulla lapide è possibile leggere: - "Tale fu il rispetto di cui godeva Gandon da parte dei suoi vicini e amici di Lucan, che essi rifiutarono di usare un carro e camminarono per 16 miglia fino a Drumcondra e ritorno il giorno del suo funerale."
Negli anni successivi alla sua morte, la tribolata storia d'Irlanda ricorda anche numerosi danni e distruzioni ai danni delle opere di Gandon, specialmente per quanto riguarda gli interni. La Custom House venne bombardata nel 1921 durante la Guerra d'indipendenza irlandese e parti di essa vennero ricostruite utilizzando una varietà più scura di pietra locale. Le Four Courts vennero incendiate dalle forze repubblicane durante la Guerra civile irlandese l'anno successivo e, sebbene parte dell'edificio venne ricostruita, buona parte dell'opera di Gandon è andata persa. Ciononostante, l'impronta del suo lavoro nella Dublino Georgiana è ancora oggi chiaramente visibile.